# تشارليس بيومونت
تشارليس بيومونت (بالإنجليزية: Charles Beaumont)‏ (و. 1929 – 1967 م) هو كاتب، وكاتب سيناريو، وروائي، وكاتب خيال علمي أمريكي، ولد في شيكاغو، توفي في وودلاند هيلز، عن عمر يناهز 38 عاماً، بسبب مرض آلزهايمر.

## وصلات خارجية
- تشارليس بيومونت على موقع IMDb (الإنجليزية)
- تشارليس بيومونت على موقع ألو سيني (الفرنسية)
- تشارليس بيومونت على موقع ميوزك برينز (الإنجليزية)
- تشارليس بيومونت على موقع أول موفي (الإنجليزية)
- تشارليس بيومونت على موقع قاعدة بيانات الأفلام السويدية (السويدية)
- تشارليس بيومونت على موقع قاعدة بيانات الفيلم (الإنجليزية)
- تشارليس بيومونت على موقع كينوبويسك (الروسية)